# Thelypteris resinifera
Thelypteris resinifera är en kärrbräkenväxtart som först beskrevs av Nicaise Augustin Desvaux, och fick sitt nu gällande namn av George Richardson Proctor. Thelypteris resinifera ingår i släktet Thelypteris och familjen Thelypteridaceae.

## Underarter
Arten delas in i följande underarter:
- T. r. caribaea
- T. r. proxima